# Cercopithèque de Preuss
Allochrocebus preussi
Espèce
Synonymes
- Cercopithecus preussi (Matschie, 1898)

Statut de conservation UICN

 EN A2cd : En danger
Statut CITES
Le Cercopithèque de Preuss (Allochrocebus preussi) est une espèce rare de primates de la famille des cercopithécidés qui vit en Afrique.

## Répartition

Aire de répartition

Cette espèce est présente au sud-est du Nigeria, à l'ouest du Cameroun et sur l'île Bioko appartenant à la Guinée équatoriale. La sous-espèce A. preussi preussi est sur le continent et la sous-espèce A. p. insularis occupe l'île.

## Classification
Ce primate a parfois été considéré par le passé comme une sous-espèce du cercopithèque de l'Hœst (Cercopithecus lhoesti preussi). Certains auteurs préconisent de le placer dans le genre Allochrocebus.

### Liste des sous-espèces
Selon Catalogue of Life (1 avril 2019) :
- sous-espèce Allochrocebus preussi insularis (Thomas, 1910)
- sous-espèce Allochrocebus preussi preussi (Matschie, 1898)